# Fattore assillo
In marketing, il fattore assillo, noto anche con i termini inglesi nag factor e pester power, è la tendenza dei bambini, bombardati dal messaggio pubblicitario, a richiedere insistentemente l'articolo reclamizzato.
La frase è usata per descrivere le connotazioni negative dell'influenza dei bambini sui loro genitori nelle scelte di acquisto.
Il fattore assillo è comunemente utilizzato dalle società di marketing per colpire la categoria più ingenua dai 4-6 anni in quanto hanno un reddito disponibile limitato dipendente dai genitori. 
La crescita della strategia del fattore assillo è direttamente correlata all'aumento della pubblicità infantile. Mr. Potato Head è stato il primo giocattolo per bambini a essere pubblicizzato in televisione in America, trasmesso per la prima volta nel 1952. Ora è una consuetudine per i prodotti per bambini venire commercializzati direttamente ai bambini. Attraverso il fattore assillo, i bambini hanno assunto il ruolo di "arma definitiva" nell'influenzare la spesa familiare a causa del modo in cui costantemente tormentano i loro genitori. Come risultato, i bambini sono stati paragonati ad essere il "cavallo di Troia" all'interno della famiglia moderna per le società di marketing.